# Finchley Central
Finchley Central è una stazione della linea Northern della metropolitana di Londra.

## Storia

### La stazione della EH&LR / GNR
La stazione di Finchley Central è stata aperta come Finchley and Hendon dalla Edgware, Highgate and London Railway (EH&LR) sulla linea di collegamento tra la Stazione di Finsbury Park e quella di Edgware. Prima dell'apertura, avvenuta nell'agosto 1867, la stazione è stata rilevata dalla Great Northern Railway (GNR). Nel 1872 la GNR ha aperto il tratto di linea tra Finchley Central ad High Barnet.
La stazione ha cambiato nome due volte, diventando Finchley nel 1872 e Finchley (Church End) nel 1894, prima di assumere il suo nome attuale nel 1940.
A partire dal 1923 la stazione è passata alla London and North Eastern Railway (LNER).

### Il progettoNorthern Heightse l'arrivo della linea Northern
Nel 1935 il London Passenger Transport Board ha presentato il progetto Northern Heights, nell'ambito del quale le linee ferroviarie della LNER tra Finsbury Park ed Edgware, High Barnet e Alexandra Palace sono state collegate ad Archway ed East Finchley (linea Northern) e a Finsbury Park (linea Northern City).
I servizi della linea Northen sono cominciati nell'aprile del 1940 (estensione verso nord ad High Barnet), che sono stati estesi anche verso Mill Hill East nel 1941 per servire il centro militare di Inglis Barracks.
Nel 1941 sono terminati i servizi di superficie della LNER e nel 1962 ha chiuso lo scalo merci.

## Struttura e impianti
Negli anni precedenti alla seconda guerra mondiale, Charles Holden e Reginald Uren hanno progettato un nuovo edificio per la stazione ma il taglio dei fondi al Northern Heights Plan ha fatto sì che il progetto non venisse realizzato, e la stazione a oggi mantiene ancora lo stile vittoriano delle origini.
La stazione ha due entrate, quella principale su Chaville Way, e quella secondaria da Station Road.
La stazione è situata quarta zona tariffaria della metropolitana londinese.

## Interscambi
Nelle vicinanze della stazione effettuano fermata alcune linee urbane automobilistiche, gestite da London Buses..
- Fermata autobus

## Galleria d'immagini

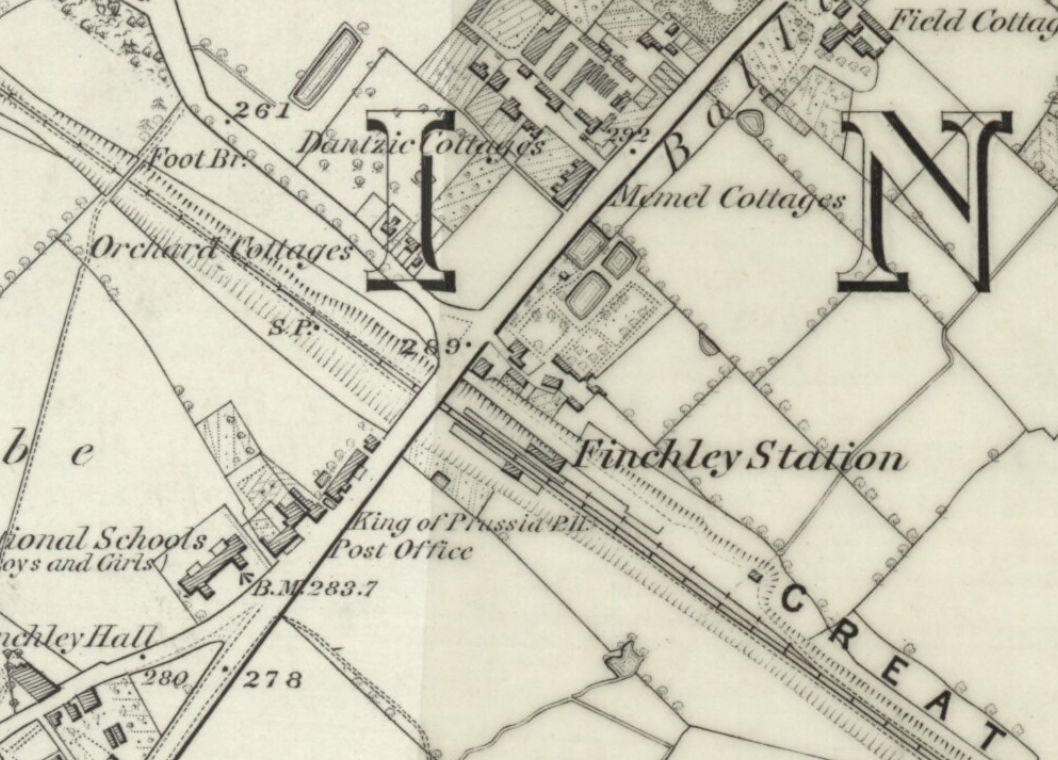
La stazione di Finchley Central (prima della costruzione della linea verso High Barnet) su una mappa del 1873.
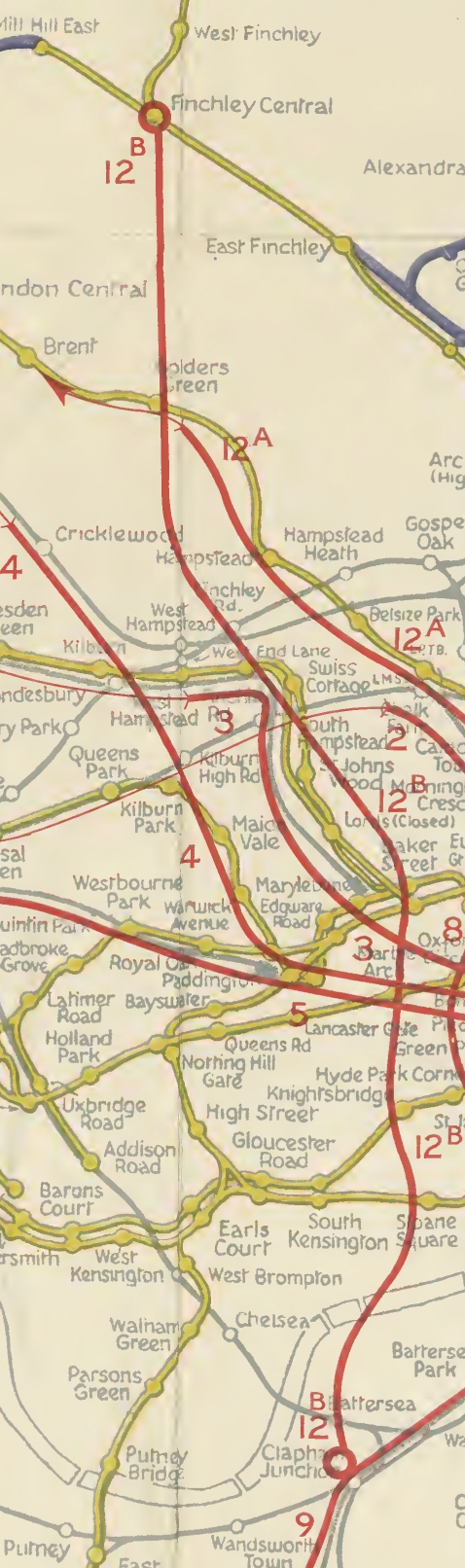
Il proposto nuovo tratto di linea da Finchley Central a Clapham Junction (1946).
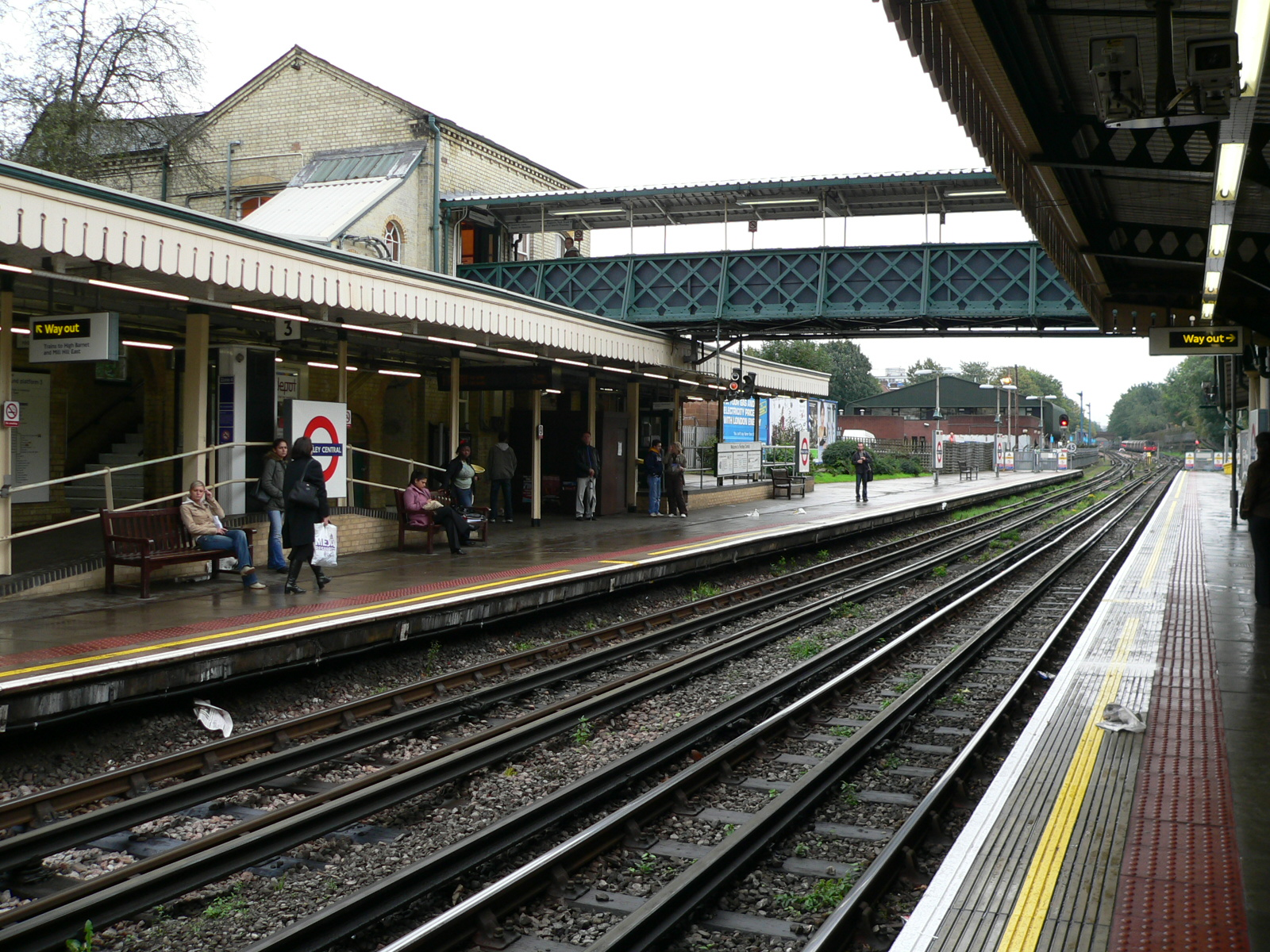
Binario nord.
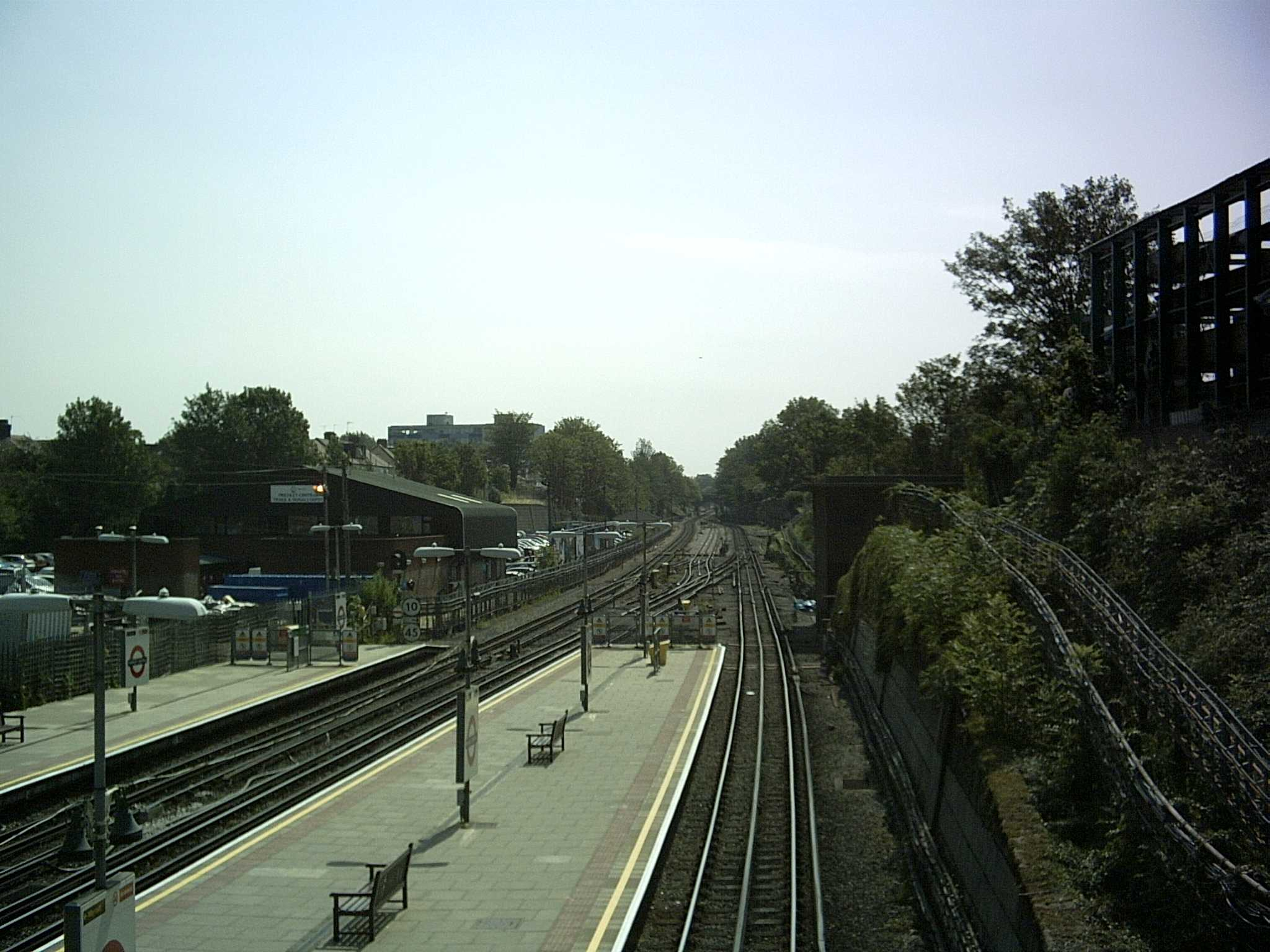
Binario sud.
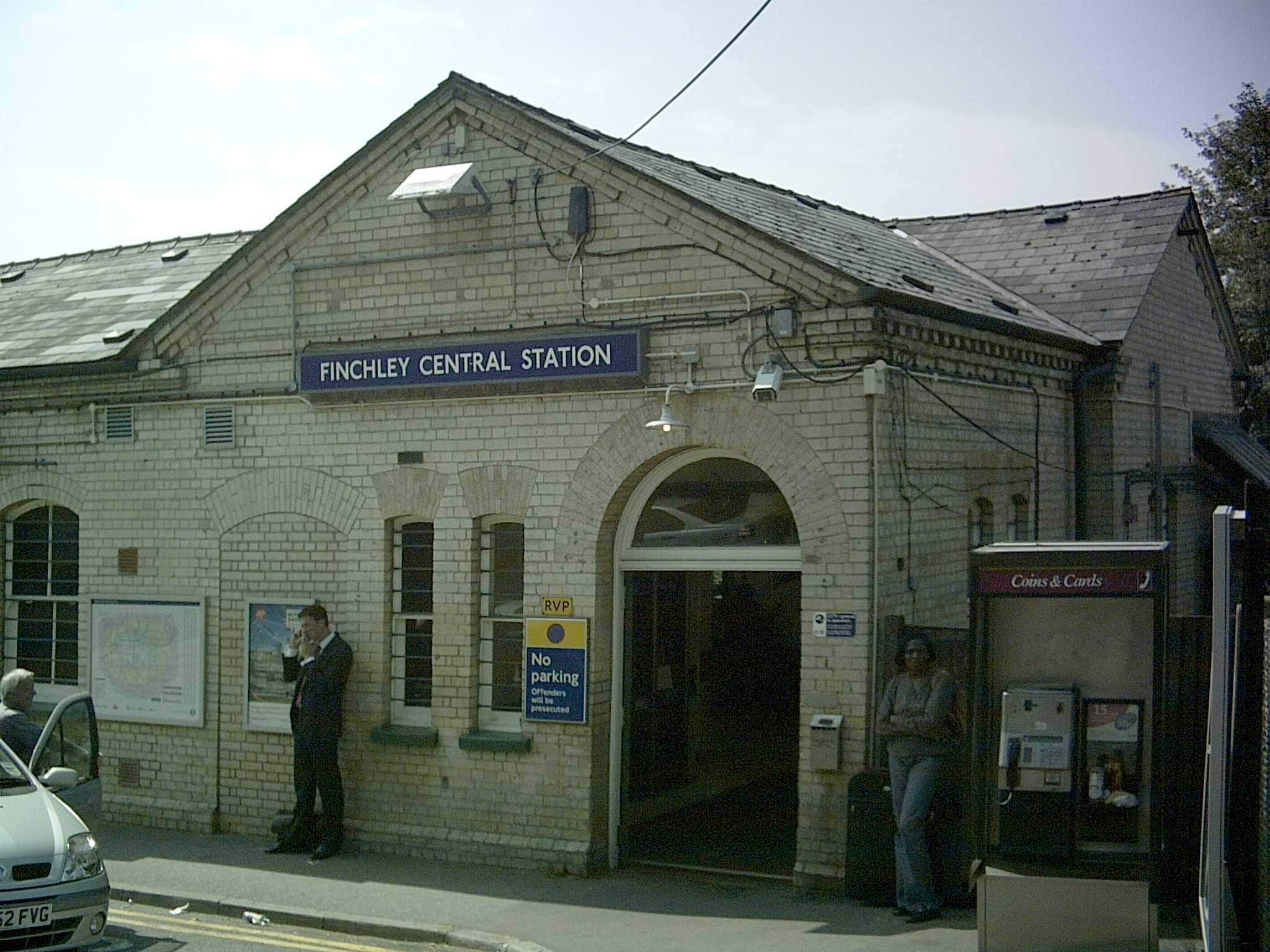
L'entrata della stazione.
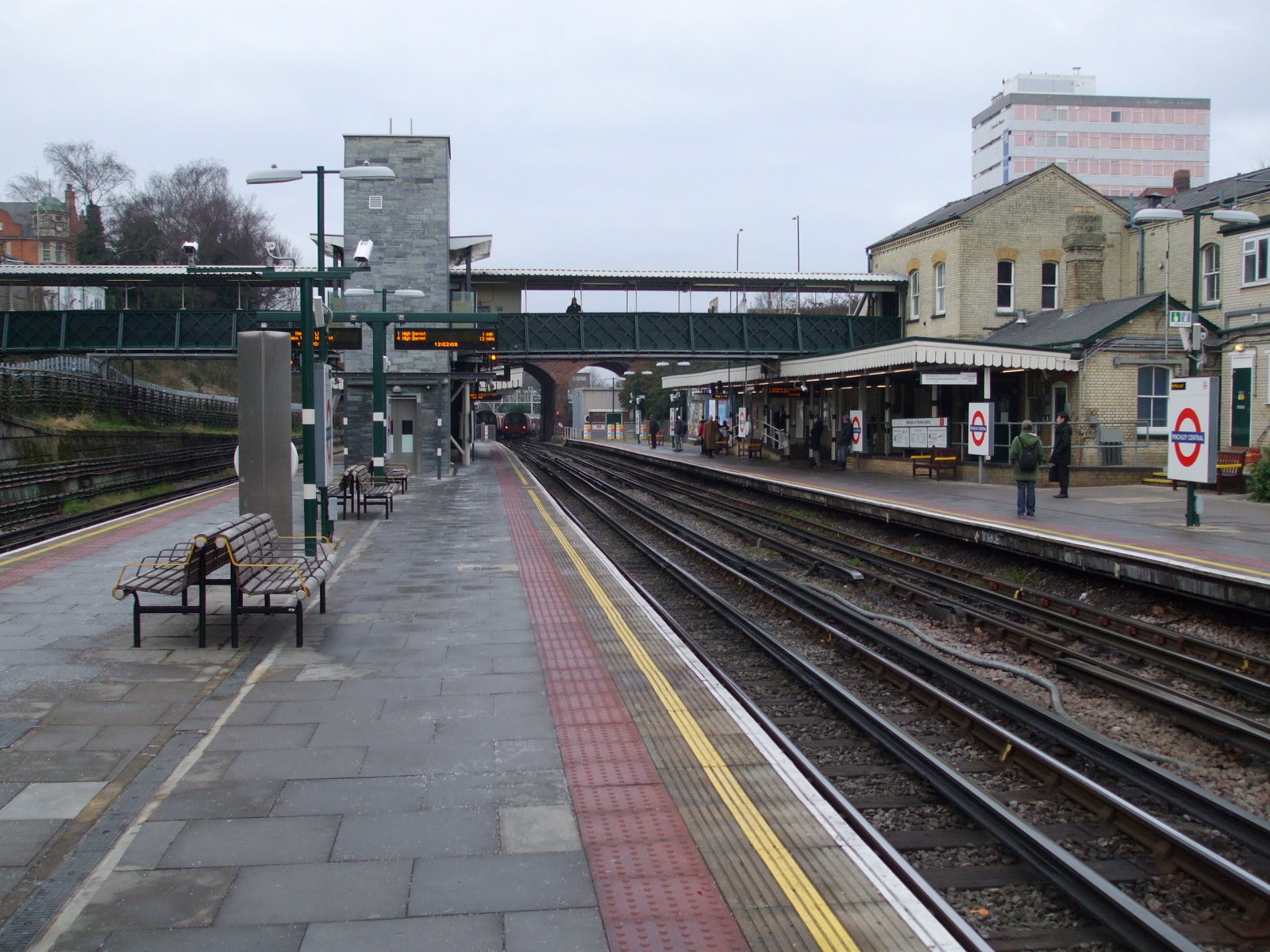
Vista lungo i binari della stazione.
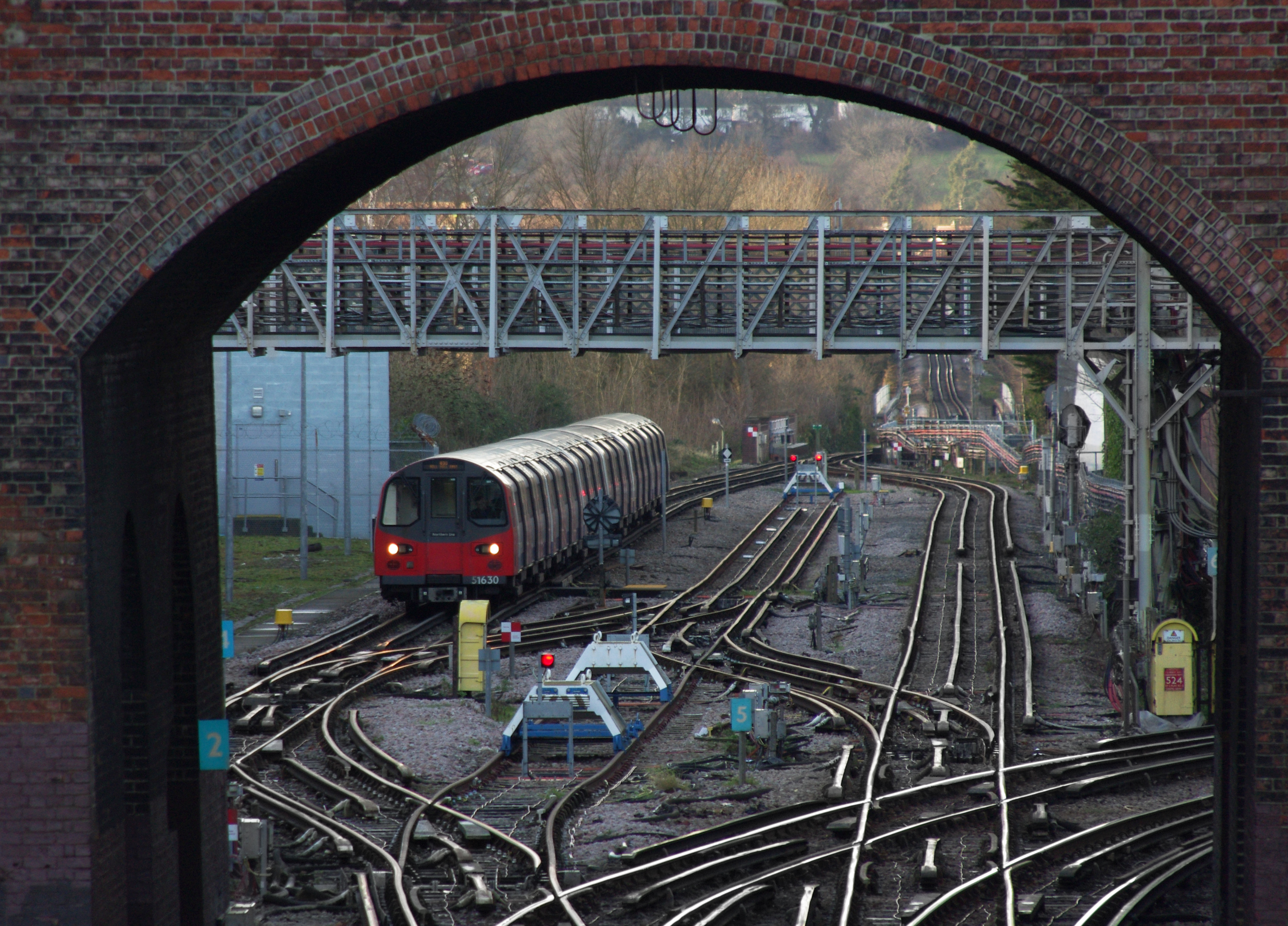
Sistema di scambi sul lato nord della stazione, verso Mill Hill East o, sulla destra, verso West Finchley.